# 霧の海 (三次市)

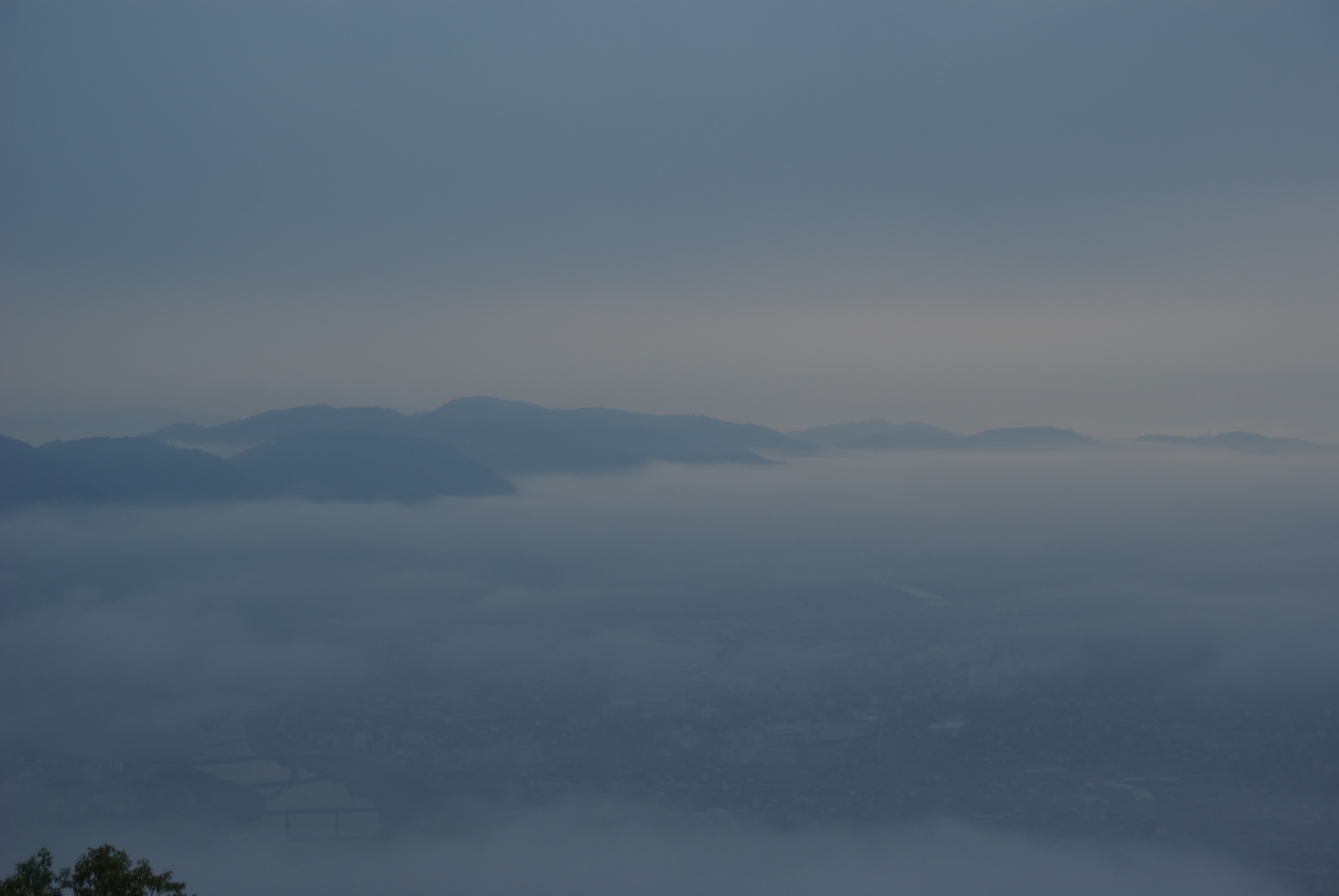
高谷山から見た朝霧（広島県三次市）

霧の海（きりのうみ）は広島県三次市一帯で発生する自然現象で、雲海のことである。

## 概要
三次盆地では 晩秋から初春にかけて、西城川・馬洗川・可愛川の三つの川が流れ、三次市の中心部で合流して江の川となる。これらの川が運んできた冷気によって、川霧が発生する現象である。
霧は地表50メートルから100メートルの間を液体のように立ちこめ、すべてを覆い隠してしまう。高谷山・比熊山・岩屋寺など、標高100メートルを越える小高い丘に登ると、足下で渦巻く霧や、ところどころで丘や小山の頂が小島のように浮かび上がり、幻想的な光景が眺められる。
三次市の名物の一つである。

## 「霧の海」が現れる文学作品
- 後鳥羽伝説殺人事件（内田康夫作）